# エウセビオス

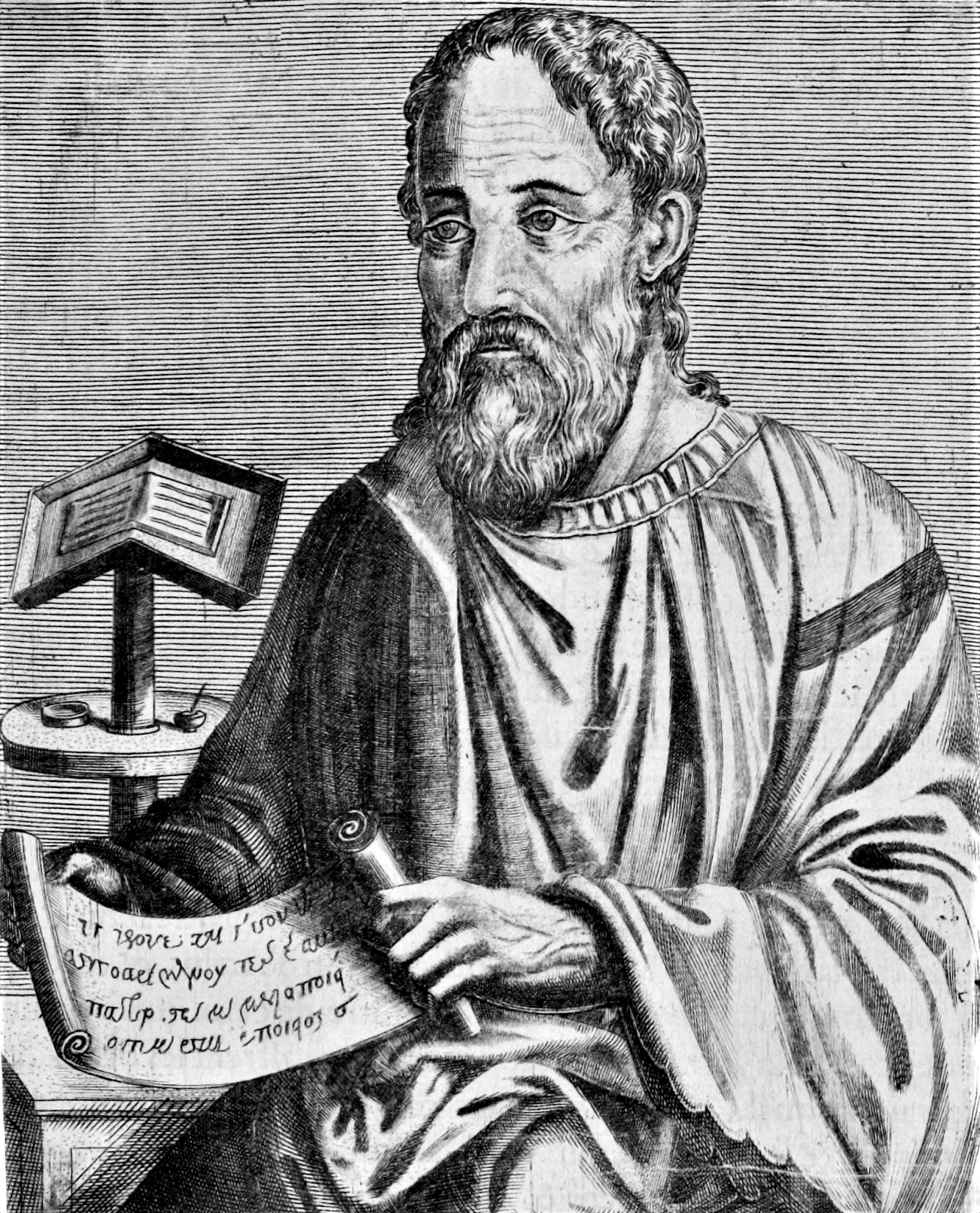
カエサレアのエウセビオス

カエサレアのエウセビオス（Ευσέβιος, Eusebios, 263年ごろ - 339年5月30日）は、ギリシア教父の一人であり、歴史家にして聖書注釈家。314年前後からカエサレア・マリティマ（パレスティナ）の司教（主教）を務めた。その師パンフィロスとともに正典の確定に関わり、『福音の論証』『福音の備え』『福音間の矛盾について』といった、聖書テキストの研究を残す。またとりわけ歴史著述において、後世彼を「教会史の父」として知らしめた代表作『教会史』が知られるほか、『パンフィロスの生涯』『年代記』『パレスティナ殉教者列伝』といった業績がある。自ら「パンフィロスの（息子）エウセビオス」を名乗ったといわれる。日本ハリストス正教会ではエウセウィと転写される。

## 史料
エウセビオスの生涯について知られるところは少ない。彼の後任のカエサレア司教であるアカキウスが伝記『エウセビオスの生涯』を著したが、すでに散佚している。現存するエウセビオスの著作も、おそらくその著作全体のほんの一部に相当するに過ぎない。エウセビオスは4世紀におけるアリウス論争で、アリウス派に同情的な態度を示したゆえに、エウセビオス個人に対しての後世の評価は芳しくなく、彼の著作の保存も熱心には行われなかった。エウセビオスを伝える代表的な史料としては、現存する彼自身の著作以外に、4世紀のキリスト教著述家ヒエロニュムスによるものや、5世紀の教会史家ソクラテス・スコラスティコスやソゾメノス、キュロスのテオドレトスによるものがある。エウセビオスの動静を窺わせる同時代史料としては、アタナシオス、アリウス、ニコメディアのエウセビオス、アレクサンドリアのアレクサンドロスによるものがあり、彼の弟子エメサのエウセビオスもいくつかの些末な情報を伝えている。

## 生涯

### 前半生

#### 生誕から青年期
『教会史』の中で、エウセビオスはアレクサンドリアのディオニュシオスを同時代人として著述しているが、それが事実であれば、ディオニュシオスが死んだ264年秋以前に生まれていたということになる。近代の歴史家の多くは、彼の出生を260年から265年の間に位置づけている。彼はおそらくカエサレア・マリティマで生まれ、おそらく人生の大半をそこで過ごしたであろう。エウセビオスはこのカイサリアで洗礼を受け、教育を施された。296年にディオクレティアヌス帝の軍隊がパレスティナ地域を訪れたときに、コンスタンティヌス大帝の従軍を目撃していることが彼の『コンスタンティヌスの生涯』により知られるので、彼はこの頃パレスティナにいたことは確実である。エウセビオスはカエサレアのアガピオスの下で司祭に叙任された。

#### カエサレア・マリティマ
カエサレアの人口は3世紀までには約100,000に至っていた。紀元前60年代にポンペイウスが東方属州を支配していたとき、この都市を非ユダヤ人の支配に委ねた。ヨセフスによれば、このころのカエサレアは地元の豪族の名に因んで「ストラトンの塔」と呼ばれていた。ユダヤ人はカエサレアに置かれたユダヤ属州長官の地位を要求し続けたが、それから3世紀間にわたって非ユダヤ人の支配が続いた。ヘロデ大王治世下に都市改造が行われ、この都市はカエサル・アウグストゥスに捧げられて「カエサレア」と呼ばれるようになり、結果として非ユダヤ人による統治が強化された。シリア人やギリシア人などの非ユダヤ人入植者がカエサレアの人口の大半を占めていたが、それに加えてかなりの数のユダヤ人やサマリア人の住民が存在していた。エウセビオスはおそらくこの都市のキリスト教徒のうちに生まれたであろう。カエサレアのキリスト教徒は使徒伝道時代に遡るもので、異邦人伝道発祥の地として知られているものの、190年ごろまではこの都市に司教のいた証拠はない。

#### ドロテウスとの出会い
さて、この時期にエウセビオスは当時アンティオキアの司祭をしていたティルスのドロテウスに会ったと『教会史』第7巻に記している。このドロテウスの聖書講解をエウセビオスは「聞いた」ことがあると記しているのであるが、この意味を巡って論争がある。神学者や教会史家の一部はこのドロテオスとエウセビオスの間に師弟関係を想定する。たとえばジョン・ヘンリー・ニューマンは『教会史』の該当箇所においてドロテウスが「教会で聖書を適切に講解した」とエウセビオスが叙述しているのは、エウセビオスがドロテウスの弟子であったことを示唆するとした。他方でデイヴィッド・ウォレス=ハドリルはこの文言はどのようにもとれる曖昧なものであると見なしている。秦剛平によれば、この「聞いた」という文言は時制的に解釈すれば一回限りの出会いを示唆するが、エウセビオスのギリシャ語の用法は厳密さを欠くので、その意味するところは明確ではない。

#### カエサレアの図書館と師パンフィロス
初期キリスト教の代表的神学者オリゲネスと、その学統を受け継いだパンフィロスの活動によって、カエサレアはキリスト教教育における一つの中心地になった。その死に際して、オリゲネスはその豊富な個人的蔵書をパンフィロスに遺贈し、パンフィロスによってカエサレアに図書館が設立された。オリゲネスの個人的蔵書は彼自身の著作の写本と彼の庇護者であったアレクサンドリアのアンブロシウスの蔵書も含み、パンフィロスも蔵書の蓄積に努めたので、3世紀の後半にはその収蔵数は30,000冊を誇るまでになっていた。パンフィロスはまた、オリゲネスの学校「ディダスカリア」に倣ってカエサレアに学校を設立したか、もしくはオリゲネスが設立していた学校を再建した。パンフィロスは「世界のあらゆるところから」聖書を集め、書物収集家として紀元前6世紀のアテナイの僭主ペイシストラトスや、エジプトのプトレマイオス1世の下で文化顧問官を務め、ムセイオンの設立に関わったと推測されているパレロンのデメトリオスと並び称された。オリゲネスの指導方法を受け継いで、パンフィロスも直接生徒を指導した。エウセビオスは、迫害時代について記す中で、カエサレアの殉教者たちの多くが、おそらくパンフィロスの下で、共同生活を送っていたことをほのめかしている。

#### オリゲネスの学統とパンフィロスの薫陶
パンフィロスが280年頃に移住してそれほど月日を経ないうちに、彼はエウセビオスを指導し始めたが、当時エウセビウスは20歳と25歳の間であったろう。エウセビオスと師パンフィロスとの関係は、ときにエウセビオスが「エウセビオス・パンフィリ」、つまり「パンフィロスの子エウセビオス」と呼ばれるほど親密なものであった。この名はまたエウセビオスがパンフィロスの学統を受け継ぐ者と認識されていたことを表している。パンフィロスを通じて、エウセビオスはオリゲネスの思想への賞賛を強く抱くようになった。パンフィロスとエウセビオスの双方はいずれもオリゲネスを個人的には知らず、パンフィロスはおそらく、「小オリゲネス」と呼ばれたアレクサンドリアの司祭ピエリウスの下で学んだ際にオリゲネスの思想に親しんだ。カエサレアでは、オリゲネス思想の継承者として、彼の下で学んだテオテクノスが260年頃司教を務めている。

#### 聖書校訂と『パレスティナ殉教者列伝』の編纂
エウセビオス『福音の備え』は彼がオリゲネスの学統に属していることを如実に物語っている。エウセビオスは喜劇や悲劇、叙情詩は一切引用しないが、プラトンの全著作に加えて、主としてアレクサンドリアのフィロンから2世紀後半までの中期プラトン主義のものを中心として、プラトン以後の膨大な哲学的著作を参照している。どれほど世俗の内容が含まれていようとも、オリゲネスとパンフィロスの学統の本来の目的は、宗教教育の増進にあった。カエサレア図書館に収められた聖書学的著作や神学的著作の傾向は、より興味深い。オリゲネスの『ヘクサプラ』と『テトラプラ』、『マタイによる福音書』アラマイ語原典のコピー（と主張されている書物）、そして多くのオリゲネス自身の著作が収蔵されていた。写本の欄外注はパンフィロスと、エウセビオスを含む彼の友人や生徒たちが図書館に収蔵された聖書テクストの多くを校閲し訂正を加えていたことを示している。対照訳セプトゥアギンタテキスト作成活動はシリアとパレスティナで徐々に知られるようになった。パンフィロスの学校に加わって間もなく、エウセビオスは師パンフィロスの書物収集に関わるようになり、このころエウセビオスは『パレスティナ殉教者列伝』を編んだであろう。

#### 『教会史』と『年代記』の執筆
290年代に入るとエウセビオスは、イエス・キリストに始まりからコンスタンティヌス帝時代に至るまでの教会とキリスト教徒の説話体の歴史である、『教会史』の執筆を開始している。同時期に天地創造からエウセビオスの同時代に至るまでの世界中の出来事を綴った『年代記』にも取りかかっている。300年までには、『教会史』と『年代記』の初版をエウセビオスは完成させている。

### カエサレア司教時代

#### 司教叙任とアリウス論争、そしてニカイア公会議
314年頃、エウセビオスはカエサレアの司教になったが、彼の前任者がアガピウスであったかどうかは不明である。
318年にアリウス論争が起こると、エウセビウスはアリウス派に同情的な姿勢を取っていたが、それはアリウスを破門したアレクサンドリア司教アレクサンドロスの主張にサベリオス的異端の疑いをかけていたからで、積極的にアリウス派を支持していたわけではないらしい。既にして、324年ごろからエウセビオスは、その教養と著述家としての名声によってコンスタンティヌス帝の寵愛を受けるようになった。325年のニカイア公会議では、彼は皇帝からカエサレア教会の信条を提出するよう命じられたので、318人の出席者全員の前で読み上げた。しかし、最終的にはこのカエサレア信条に反アリウス主義的文言を付けくわえたニカイア信条が採択されることとなった。エウセビオスは本心からこれに賛成していたわけではなかったが、最終的には署名してこれに同意した。

#### オリゲネスの学統とアリウス主義
アリウスの主張は、その支持者であるニコメディアのエウセビオスの書簡を例外として、主に敵対者の著作を通じて知られる。その内容は、
1. 御子は一被造物であり、神の意志に由来する。
2. 「御子」という用語は比喩であり、御父と御子が同じ存在や地位を分かち持つことを意味しない。
3. 御子の地位はそれ自体、御父の意志の結果である。

というもので、御子の被造物性を強調することで、御父と御子に隔たりを設定するものであった。これはキリスト論において、父なる神に完全な神性を認める一方で、子なる神の神性を父より少ないと考えたオリゲネスの考えに近いところがあった。ゆえに、アンティオキアの司教エウスタティウスはオリゲネスの学統の隆盛がアリウス主義の根源になっていると考え、オリゲネス主義に強く反対し、エウセビオスがニカイア信条を遵守していないとして、彼を槍玉に挙げた。逆にエウセビオスはエウスタティウスをサベリウス的異端であるとして告発した。エウセビオスとエウスタティウスの対立は330年に開かれたアンティオキアの宗教会議でエウスタティウスの追放という結果に終わった。

#### コンスタンティヌス帝の翻意とアタナシウスの追放
さて、328年ごろにはコンスタンティヌス帝はすでにアリウス主義支持に傾いており、皇帝は334年のカエサレアでの宗教会議にアタナシオスを召喚するが、彼はそれに応じなかった。翌335年には、エウセビオスを議長としてティルスの宗教会議が開かれ、アタナシオスのアレクサンドリア司教罷免とその追放が決定された。

「文藝春秋」の「大世界史」の7「中世の光と影」の5「キリスト教世界の展開」の「アタナシウスの教会自由の主張」によると、

『エウセビウスは、皇帝の教会支配、国家教会主義をみとめる立場であり、アタナシウスは、信仰に関するかぎり、いかなるこの世の権力とも妥協しない立場であった』とある。

この説が正しいなら、コンスタンティヌス大帝がアリウス派支持に傾いたのは『皇帝の教会支配をみとめる立場』であることが理由の一つになる。

## 主な著作
- 教会史（英語版）
- 年代記（英語版）
- パレスティナ殉教者列伝（英語版）
- パンフィロスの生涯
- コンスタンティヌスの生涯（英語版）
- カルピアヌスへの手紙（英語版）
- オノマスティコン（英語版）
- 福音の備え（英語版）
- 福音の論証
- 福音間の矛盾について

## 日本語訳
- エウセビオス 著、秦剛平 訳『エウセビオス「教会史」上』講談社〈講談社学術文庫〉、2010年。ISBN 9784062920247。
- エウセビオス 著、秦剛平 訳『エウセビオス「教会史」下』講談社〈講談社学術文庫〉、2010年。ISBN 9784062920254。
- エウセビオス 著、秦剛平 訳『コンスタンティヌスの生涯』京都大学学術出版会〈西洋古典叢書〉、2004年。ISBN 9784876981533。
- エウセビオス 著、久松英二 訳『福音の論証（第三巻）』『中世思想原典集成1 初期ギリシア教父』所収、平凡社、1995年、697‐766頁。ISBN 4582734111。
- エウセビオス 著、小高毅 訳『教区の信徒への手紙』『中世思想原典集成2 盛期ギリシア教父』所収、平凡社、1992年、53‐64頁。ISBN 458273412X。
- ユウセビウス 著、鑓田研一 訳『ユウセビウス信仰史（前篇・後篇）』警醒社、1925年。 NCID BN01411196。